# مجدي جلال شعراوي
الفريق / مجدي جلال شعراوي (3 مارس 1952 - ) كان قائدا للقوات الجوية المصرية من 1 مارس 2002 إلى 20 مارس 2008.